# Acuta
Acuta er de lægestuderendes blad på Aarhus Universitet. Bladet ejes af FADL (Foreningen af Danske Lægestuderende) med støtte fra universitetet og udkommer hver 14. dag i semestermånederne. Bladets primære formål er at bringe meddelelser fra de mange medicinerforeninger, debatindlæg, artikler om medicinerlivet samt reportager og billeder fra begivenheder på studiet. Redaktionen består af frivillige og ulønnede lægestuderende. Andre danske blade for medicinstuderende er MOK på Københavns Universitet og Sund & Hed på Syddansk Universitet.

## Historie
Bladets historie er gammel, og der er udgivet over 1000 numre. Ingen ved helt, hvor navnet Acuta stammer fra, men det er latin for "akut". Stilen har altid været minimalistisk, formatet A5 og forsiden holdt i toner af blåt. 
Oprindeligt var bladet et medlemsblad for FADL-medlemmer, men er siden blev delt ud til alle lægestuderende via standere på Aarhus Universitet og Århus Universitetshospital. 
I mange år blev bladet lavet i hånden med saks og kopimaskine. Nu foregår redaktionen ved hjælp af moderne dtp.